# Terry E. Branstad
Terry E. Branstad (sinh 17 tháng 11 năm 1946) là thống đốc thứ 39 và 42 của tiểu bang Iowa, Hoa Kỳ.